# Liste der Wintersportgebiete in Griechenland
In Griechenland gibt es 21 Wintersportgebiete, die zahlreiche Möglichkeiten bieten, den Wintersport auszuüben. Die folgende Tabelle listet 19 der 21 Wintersportgebiete auf:
| Name           | Berg (Gebirge)          | Orte im Gebiet                       | Regionalbezirk    | Seehöhe von | Seehöhe bis | Liftanlagen1 | Pistenlänge3 | Lage                        |
| -------------- | ----------------------- | ------------------------------------ | ----------------- | ----------- | ----------- | ------------ | ------------ | --------------------------- |
| 3-5 Pigadia    | Vermio                  | Pigadia                              | Imathia           | 1430 m      | 2005 m      | 07 (0/1/6)   | 25 km        | 40° 38′ 0″ N, 21° 58′ 0″ O  |
| Chryso Elafi   | Vermio                  | Kato Vermio                          | Imathia           | 1540 m      | 1660 m      | 02           | 03 km        | 40° 32′ 0″ N, 22° 0′ 0″ O   |
| Elatochori     |                         |                                      | Pieria            | 1400 m      | 1912 m      | 05           | 09 km        | 40° 18′ 0″ N, 22° 13′ 0″ O  |
| Falakro        | Falakro                 | Nevrokopi                            | Drama             | 1620 m      | 2230 m      | 08           | 20 km        | 41° 18′ 0″ N, 24° 4′ 0″ O   |
| Gerondovrachos | Parnass: Gerondovrachos | Arachova, Delfi, Kellaria, Fterolaka | Böotien           | 1850 m      | 2240 m      | 03           | 02 km        | 38° 32′ 0″ N, 22° 35′ 0″ O  |
| Kaimaktsalan   | Voras                   |                                      | Pella             | 2020 m      | 2480 m      | 06           | 16 km        | 40° 58′ 0″ N, 21° 48′ 0″ O  |
| Kalavryta      | Aroania (Chelmos)       | Kalavryta                            | Achaia            | 1700 m      | 2340 m      | 07 (0/2/5)   | 12 km        | 38° 0′ 0″ N, 22° 12′ 0″ O   |
| Karpenisi      | Tymfristos              | Karpenisi                            | Evrytania         | 1750 m      | 2100 m      | 06           | 08 km        | 38° 56′ 0″ N, 21° 48′ 0″ O  |
| Lailias        | Ali Babas               |                                      | Serres            | 1600 m      | 1847 m      | 03           | 01,5 km      | 41° 14′ 0″ N, 23° 33′ 28″ O |
| Menalo         |                         |                                      | Arkadien          | 1550 m      | 1770 m      | 04           | 05,5 km      | 37° 39′ 0″ N, 22° 16′ 0″ O  |
| Metsovo        | Pindos: Profitis Ilias  | Metsovo                              | Ioannina          | 1360 m      | 1620 m      | 03           | 03 km        | 39° 47′ 0″ N, 21° 9′ 0″ O   |
| Parnassos      | Parnass                 | Arachova, Delfi, Kellaria, Fterolaka | Fthiotida/Böotien | 1600 m      | 2250 m      | 13 (1/6/6)   | 36 km        | 38° 32′ 30″ N, 22° 35′ 0″ O |
| Pertouli       |                         |                                      | Trikala           | 1170 m      | 1340 m      | 03           | 02 km        | 39° 33′ 0″ N, 21° 30′ 0″ O  |
| Pilio          | Pilion                  | Chania                               | Magnisia          | 1170 m      | 1471 m      | 05           | 05 km        | 39° 26′ 0″ N, 23° 3′ 0″ O   |
| Pisoderi       |                         |                                      | Florina           | 1650 m      | 1970 m      | 05           | 12 km        | 40° 46′ 0″ N, 21° 16′ 0″ O  |
| Seli           | Vermio                  | Kato Vermio                          | Imathia           | 1500 m      | 1900 m      | 10           | 15 km        | 40° 32′ 0″ N, 22° 0′ 0″ O   |
| Vasilitsa      | Vasilitsa               |                                      | Grevena           | 1646 m      | 2115 m      | 08           | 16 km        | 40° 3′ 0″ N, 21° 5′ 0″ O    |
| Vitsi          | Vitsi                   |                                      | Kastoria          | 1610 m      | 1875 m      | 03           | 04 km        | 40° 38′ 0″ N, 21° 23′ 0″ O  |
| Ziria          | Ziria                   | Ano Trikala                          | Korinthia         | 1600 m      |             | 01 (0/0/1)   | 00,7 km      | 37° 59′ 0″ N, 22° 28′ 0″ O  |

1 Gondeln/Sessellifte/Schlepplifte
2 In unmittelbarer Nähe zum Wintersportgebiet Parnassos, ist jedoch ein eigenständiger Verein
3 Summe der Längen aller im jeweiligen Wintersportgebiet vorhandenen Pisten

## Positionskarte
Die folgende Positionskarte illustriert die geographischen Positionen von 19 der 21 Wintersportgebiete Griechenlands:
| 3-5 Pigadia |

| Chryso Elafi |

| Elatochori |

| Falakro |

| Gerondovrachos |

| Kaimaktsalan |

| Kalavryta |

| Karpenisi |

| Lailias |

| Menalo |

| Metsovo |

| Parnassos |

| Pertouli |

| Pilio |

| Pisoderi |

| Seli |

| Vasilitsa |

| Vitsi |

| Ziria |